# Krigslek

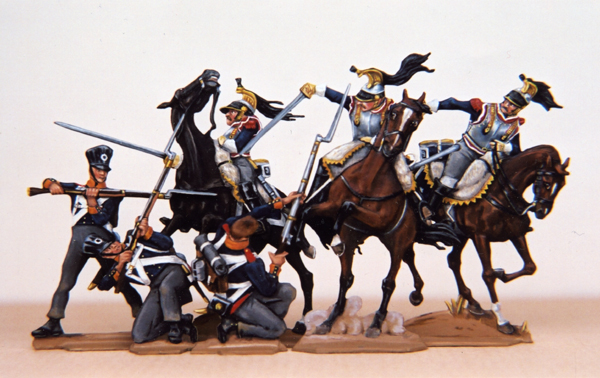
Tennsoldater föreställandes soldater från Napoleonkrigen.

En krigslek är lek som imiterar krig eller liknande konflikter där våld i verkligheten används. Andra krigslekar kan vara där leksaksvapen som exempelvis vattenpistol, korkpistol eller knallpulverpistol används, eller lek med tennsoldater och actionfigurer. Antingen simuleras en verklig historisk konflikt eller en tänkt konflikt. En populär historisk konflikt har varit indiankrigen. Andra former av krigsliknande lekar är matkrig, kuddkrig, vattenkrig och snöbollskrig.

## Debatt
Vissa menar att krigslekar kan vänja barn vid att använda våld och krig som konfliktlösning i verkligheten. Efter att debatten tilltagit alltmer i samband med Vietnamkriget, slöts i Sverige 1979 en överenskommelse mellan leksaksbranschen, Konsumentverket och dåvarande Lekmiljörådet om att inte sälja leksaker som skildrar modernt krig från och med 1914 (första världskrigets startår), däremot undantogs tidigare krig och tänkta framtida militära konflikter. Överenskommelsen fungerade inte i praktiken.
Många av leksakerna var tolkningsbara, och dessutom ingick exempelvis inte bensinstationer och livsmedelsaffärer i avtalet. Några år senare kom debatten alltmer istället handla om actionfigurer och våldsamma TV-spel.

### Fotnoter
1. ↑  Johan Sjöstrand (24 oktober 2008). ”Lär känna indianerna”. Svenska Dagbladet. http://www.svd.se/kultur/lar-kanna-indianerna_1935417.svd. Läst 6 april 2015.
2. ↑  Mia Sjöström (7 juni 2012). Svenska Dagbladet. http://www.svd.se/nyheter/idagsidan/barn-leker-med-iden-om-att-do-eller-doda_7256679.svd. Läst 6 april 2015.
3. ↑  Lisa Carlberg (25 februari 2012). ”Muskelverk”. Lunds universitet. http://lup.lub.lu.se/luur/download?func=downloadFile&recordOId=3402870&fileOId=3402884. Läst 10 september 2023.